# Slobojanske (oblast de Dnipropetrovsk)
Slobojanske (en ukrainien : Слобожанське) ou Slobojanskoïe (en russe : Слобожанское) est une commune urbaine de l'oblast de Dnipropetrovsk, en Ukraine. Sa population s'élevait à 12 801 habitants en 2013.

## Géographie
Slobojanske se trouve à 12 km au nord du centre de Dnipro et fait partie de son agglomération. Elle est située à 391 km au sud-est de Kiev.

## Histoire
Slobojanske a été fondée en 1778 et a le statut de commune ukrainienne depuis 1987.

## Population
Recensements (*) ou estimations de la population :
| 1989* | 2001*  | 2011   | 2012   | 2013   |
| ----- | ------ | ------ | ------ | ------ |
| 9 267 | 11 161 | 12 511 | 12 696 | 12 801 |